# Устьянцево (Красноармейский район)
Устьянцево — село в Красноармейском районе Челябинской области России. Входит в состав Шумовского сельского поселения.

## География
Село находится на северо-востоке Челябинской области, в лесостепной зоне, на левом берегу реки Миасс, на расстоянии 10 км (по прямой) к северо-востоку от села Миасское, административного центра района. Абсолютная высота — 142 м над уровнем моря.

## Население
| 2002 | 2010 |
| ---- | ---- |
| 422  | ↘293 |

### Гендерный состав
По данным Всероссийской переписи населения 2010 года, в гендерной структуре населения мужчины составляли 46,8 %, женщины — 53,2 %.

### Национальный состав
Согласно результатам переписи 2002 года, в национальной структуре населения русские составляли 67 %.

## Улицы
| - ул. Зелёная, - ул. Луговая, - ул. Мира, | - ул. Молодёжная, - ул. Советская, - ул. Солнечная. |